# ビター・オレンジ (カクテル)
ビター・オレンジは、ビールベースのカクテルで、コールドタイプのロングドリンクである。

## 標準的なレシピ
- ビール ： オレンジ・ジュース ＝ 1：1

## 作り方
大型のタンブラー（容量300ml以上）に、ビールとオレンジジュースを注ぎ、軽くステアすれば完成である。なお、材料はよく冷やしておくこと。

## バリエーション
- オレンジ・ジュースを、ジンジャー・エールに変えれば、「シャンディ・ガフ」となる。
- オレンジ・ジュースを、透明な炭酸飲料（炭酸水は不可）に変えれば、「パナシェ」となる。（なお、透明な炭酸飲料は、レモン風味のものと限定されることもある。）
- オレンジ・ジュースを、白ワインに変えれば、「ビア・スプリッツァー」となる。（なお、「スプリッツァー」とは、白ワインの炭酸水割りのこと。）
- オレンジ・ジュースを、トマト・ジュースに変えれば、「レッド・アイ」となる。
- オレンジ・ジュースを、コーラに変えれば、「ディーゼル」となる。

## 備考
これはビールを使ったカクテル全般に言えることだが、味が薄くなるためグラスに氷は入れない
。